# Райсуке, Джосайя
Джосайя Вини Райсуке (англ. Josaia Wini Raisuqe; 22 июля 1994 — 8 мая 2025) — фиджийский регбист (игрок в регби-15 и регби-7), выступавший на позициях винга и правого фланкера. Играл за французские клубы «Стад Франсе», «Невер» и «Кастр». В составе сборной Фиджи по регби-7 стал серебряным призёром Олимпиады 2024 года.

## Игровая карьера

### Ранние годы
Джосайя Райсуке родился в местечке Луту (провинция Наитасири, Республика Фиджи). Регби занимался с детства, мечтая попасть в сборную по регби-7. Играл за клуб «Мартинтар» и команду колледжа Марист в Суве. Внимание на игрока обратил тренер фиджийской сборной Бен Райан, который пригласил его на Гонконгский этап Мировой серии. За сборную Фиджи он отыграл на пяти турнирах, занеся 14 попыток. В июле 2015 года клуб «Стад Франсе» подписал фиджийца в канун старта сезона Топ-14.

### «Стад Франсе»
31 октября 2015 года Райсуке дебютировал в чемпионате Франции, выйдя на замену в игре против «Ажена». Также он сыграл на групповом этапе Кубка европейских чемпионов, занеся две попытки в зачётку «Бенеттона», но в следующей игре против «Манстера» он удалился и получил длительную дисквалификацию. Его клуб в том сезоне не попал в восьмёрку лучших команд регулярного первенства Топ-14.
В сезоне 2016/2017 он с клубом выступил на групповом этапе Европейского кубка вызова и помог клубу выйти в четвертьфинал кубка. 22 июля 2017 года Райсуке отмечал день рождения с одноклубником Вайсеа Наязалеву в ночном клубе. Когда оба вышли из ночного клуба, будучи пьяными, и увидели шедшую им навстречу женщину, то нетрезвый Райсуке стал её домогаться и схватил за грудь. Друзья женщины попытались отогнать регбистов, но те завязали драку. Райсуке и Наязалеву были арестованы полицией в районе 3 часов утра и пробыли сутки в тюрьме. 18 августа клуб разорвал с Райсуке контракт за «грубое нарушение норм поведения», а Наязалеву получил формальное предупреждение. В июне 2020 года Райсуке получил полгода тюрьмы условно и штраф в размере 3 тысяч евро.

### «Невер» и «Кастр»
В сентябре 2017 года Райсуке перешёл в клуб «Невер», с которым сыграл в сезоне Про Д2. В сезоне 2018/2019 он с клубом попал в шестёрку лучших команд и стал лучшим бомбардиром сезона Про Д2 с 15 попытками. В сезоне 2021/2022 выступал за «Кастр», с которым дошёл до финала чемпионата Франции, но проиграл «Монпелье Эро» (10:29).
В составе сборной Фиджи по регби-7 Райсуке завоевал серебряные медали турнира Олимпиады-2024 в Париже. В январе 2025 года он заключил двухлетний контракт с клубом «Брив» из Про Д2.

## Стиль игры
Райсуке неоднократно удалялся с поля и получал дисквалификации за грубую игру. На групповом этапе Кубка европейских чемпионов 2015/2016 в игре против «Манстера» он ткнул пальцем в глаз Си-Джею Стэндера, за что получил красную карточку: после матча он получил ещё дисквалификацию на 15 недель.
В четвертьфинале Европейского кубка вызова 2016/2017 против «Оспрейз» Райсуке получил две жёлтые карточки подряд: сначала за грубую игру, а потом за вход в рак сбоку. После просмотра повторов выяснилось, что он пнул ногой вингера «Оспрейз» Килана Джайлза, и в итоге срок дисквалификации вырос до 10 недель.
В январе 2021 года после победы над «Безье» 30:25 Райсуке уже после финального свистка поднял в воздух арбитра, получив пятую в своей карьере красную карточку, и заработал дисквалификацию ещё на 5 недель.

## Смерть
8 мая 2025 года Джосайя Райсуке трагически погиб в автокатастрофе в коммуне Саис: на железнодорожном переезде в его автомобиль врезался поезд.
Церемония прощания с игроком прошла 10 мая на клубном стадионе «Пьер Фавре».

## Достижения
- Серебряный призёр летних Олимпийских игр: 2024
- Финалист чемпионата Франции: 2021/2022[фр.]
- Лучший бомбардир Про Д2 по попыткам: 2018/2019[англ.] (15 попыток)